# Glutaldéhyde
Le glutaldéhyde est un fixateur utilisé en microscopie électronique en transmission, notamment pour l'observation des membranes biologiques. Celui-ci a pour action de coupler de manière covalente les protéines voisines.